# Marta Cristina Schonhurst
Marta Cristina Schonhurst (Passo Fundo, 11 de novembro de 1974) é uma ex-ginasta brasileira que competia na seleção de ginástica rítmica.
Representou o Brasil em diversas competições internacionais. Nos Jogos Olímpicos de Verão de 1992, em Barcelona, ficou 41ª colocada na fase de qualificação, não se classificando para a final.